# ФК Напријед
ФК Напријед је фудбалски клуб из Бања Луке, насеља Обилићево, који се тренутно такмичи у оквиру регионалне лиге Републике Српске - група запад. Основан је 1951. као трећи градски клуб после Борца и БСК-а.

## Историјат

### Оснивање клуба
Аматерски клуб Напријед настао је као плод спортске потребе омладине Мејдана (данас Обилићева), с обзиром да у то време није постојало ниједно спортско друштво са десне обале Врбаса. Како је фудбал у то време био веома популаран, заљубљеници у овај спорт свакодневно су одигравали своје утакмице, подељени по махалама. Играло се, најчешће, на Харему, терену у близини данашње трговачке школе. Импровизовано такмичење имало је обрисе фудбалске лиге. Недуго затим, оформљен је фудбалски клуб, на иницијативу Антe Јуринчића, некадашњег фудбалера бањалучког Борца. Клуб је званично основан на скупштини одржаној 3. септембра 1951. године, када је и добио име Напријед.
| „                                        | Ми желимо да оснујемо друштво које ће увијек ићи напријед, па нека се онда и зове Напријед. | ” |
| — Жарко Сабљић, члан оснивачке скупштине |                                                                                             |   |

### Изградња стадиона
Своју прву утакмицу, новоосновани фудбалски клуб одиграо је против Борца 15. септембра 1951, а завршена је без победника, резултатом 3:3. Скоро читаву деценију тренурало се у лошим условима и без адекватне опреме, док је клуб као бескућник своје утакмице најчешће одигравао на помоћном терену Борца. Тек 1960. одлучено је да се започне изградња стадиона на Мејдану. Исламска заједница уступила је на коришћење вакуфско земљиште, а терен је поравнат коришћењем механизације Југословенске народне армије. Остали радови спроведени су уз помоћ бањалучких предузећа, те учешћа омладинаца и фудбалских ентузијаста. Стадион је завршен и отворен лета наредне године, а први ривал на овом здању био је Борац. Премијерну такмичарску утакмицу на стадиону Мејдан, Напријед је одиграо против Радничког из Приједора.

### Златне године клуба (1970 — 1976)
Средином деценије, клуб је запао у кризу што се одразило на спортске резултате. Руководство клуба је распуштено, а играчки кадар се осуо. Управна зграда и свачионице су девастиране, док је терен био претворен у полигон за обуку возача. Ипак, након више од годину дана паузе, окупљено је око 40 младића, а клуб је отпочео такмичење у општинској лиги Бања Луке. Формиране су и млађе категорије. Ренесанса клуба догодила се седамдесетих година 20. века. У периоду од 1970. до 1976, Напријед је три пута био надомак вишег ранга.
| „                                                                   | Једном је био бољи Подгрмеч, други пут Слобода, трећи пут Електробосна. Имали смо тад сјајну игру у којој су играли браћа Смајић, Омербашић, Петковић, Влајић, Алишић, Хрустић, Екиновић, Тахировић, Дервишевић, Јаглица... Ипак, остаје жале за титулом коју нам је отела Слобода. И сад ме пече та рана, поготово око игара ван терена на мечу Слобода - Крајина. Да смо тад били први, а требали смо, [Sic] ко зна каква би била даља судбина клуба. | ” |
| — Добривоје Сабљић, један од најуспешнијих тренера у историји клуба | |   |

### Новија историја
Годинама касније, клуб је такође низао победе али и поразе, успевао је да се домогне вишег ранга, односно да испадне у нижи степен такмичења. 2011. године, клуб је обележио 60 година постојања. Након тога се углавном такмичио у регионалној лиги Републике Српске.
Почетком 2016, клуб је био мета разбојништва, када је из помоћних просторија стадиона одвезен трактор. Крајем исте године потписана је пословно-техничка сарадња са Крупом, приликом које је планирана изградња терена са вештачком травом на Мејдану.

## Познати играчи
Своју прву утакмицу Напријед је одиграо у саставу: Вуковић, Стојнић, Марковић, Ибрахимбеговић, Ж. Сабљић, Суљачић, Мракић, Крупић, Крамер, Р. Сабљић, Савицки. Први гол за клуб постигао је Омер Мракић Дум.
Поводом 60. годишњице клуба, изабрана је идеална постава од играча који су наступали за клуб од његовог оснивања. Најбољи састав чине Хазим Омербашић, Бране Кривокућа, Ирфан Хајдаревић, Џафер Смајић, Шаћир Зулић, Есад Тахировић, Богдан Петковић, Омер Јусић, Фучо Чорбеговић, Пашо Бећирбашић и Мухамед Ибрахимбеговић. За најбољег играча изабран је Есад Тахировић док је Добривоје Сабљић Мајне проглашен за најбољег тренера.
У фудбалском клубу Напријед поникао је велики број играча који су касније, прешавши у Борац, стекли потпуну афирмацију.

## Руководство
Услед идеје да се оснује фудбалски клуб, формирана је делегација за припрему оснивачке скупштине коју су чинили Анте Јуринчић, Теофик-Тошо Маглајлић, Џевад Ибрахимбеговић и Жарко Сабљић. На скупштини је изабрано радно председништво чији су чланови били Теофик Маглајлић, Виктор Бјелкановић, Џевад Ибрахимбеговић, Анто Јуринчић. Записничар и оверивачи записника били су Мирко Милић, Верон Љубо и Хамдија Миџић, док је одређен и надзорни одбор у саставу Љубо Верон, Тихомир Малиновић и Мане Теодорчевић, односно дисциплинска комисија у коју су именовани Хамид Ћејван, Мустафа Хаџидедић и Анто Јуринчић.
Прва управа фудбалског клуба Напријед била је сачињена од Теофика–Тоша Маглајлића, Анта Јуринчића, Џевада Скорупа, Џевада Ибрахимбеговића, Виктора Бјелкановића, Тома Шутије, Влада Бучинског, Илије Шинковића, Махмута Пајића и Хамдије Миџића. За секретара клуба изабран је Џевад Скоруп.
Након првог председника клуба, Теофика–Тоша Маглајлића, на функцији председника клуба смењивали су се многи спортски радници. У оне најпознатије убрајају се Џевад Ибрахимбеговић, Виктор Бјелкановић, Недим Дервић, Мустафа Хаџидедић, Густи Никић, Џевад Ибрахимкадић, Рефик Бахтијаревић, Жарко Свјетлановић, Ђуро Глувајић, Рифат Дервисић, Добривој Сабљић, Јасмин Латифић, Душан Ожеговић, Асим Бајрић...

## Навијачи
Навијачи фудбалског клуба Напријед називају се Злотвори.